# Albert Blithe
Albert Blithe, (25 de junho de 1923 - 17 de dezembro de 1967), foi um militar que serviu como soldado de primeira classe com a companhia Easy no 2º batalhão, do 506º Regimento de Infantaria Paraquedista da 101ª Divisão Aerotransportada do Exército dos Estados Unidos. Blithe serviu novamente na divisão aerotransportada durante a Guerra da Coréia, com a 187ª Equipe de Combate Regimental Aerotransportado, da 101ª Divisão Aerotransportada e foi duas vezes condecorado por bravura. Ele finalmente ascendeu ao posto de sargento mestre. A história de sua vida foi apresentada no livro de 2010, A Company of Heroes: Personal Memories about the Real Band of Brothers and the Legacy They Left Us, de Marcus Brotherton.

## Juventude
Blithe nasceu e foi criado na Filadélfia, Pensilvânia. Após completar o terceiro ano do ensino médio, alistou-se nos paraquedistas em 18 de agosto de 1942, em sua cidade natal.

## Serviço militar

### Segunda Guerra Mundial
Blithe treinou no acampamento Toccoa, Geórgia, em agosto de 1942, sob o comando do capitão Herbert Sobel. Nos desembarques da normandia, Blithe saltou com o resto da companhia Easy na França ocupada pelos alemães, como parte da massiva invasão aerotransportada; no entanto, quando pousou, ele se viu perdido. Blithe foi acompanhado por vários outros paraquedistas que também fizeram parte dos erros de lançamento. No decorrer eles se agruparam e formaram o resto da companhia Easy.
Ele foi interpretado, na minissérie Band of Brothers, da HBO, pelo ator britânico Marc Warren. O personagem aparece no segundo episódio ("Day of Days") e em seguida no terceiro episódio ("Carentan"), no qual Blithe primeiramente é acometido por uma cegueira histérica e, após recuperar-se e oferecer-se para liderar uma patrulha, é severamente ferido na garganta. Os veteranos da Companhia Easy acreditavam que Blithe não havia se recuperado de sua ferida, e que consequentemente havia morrido na Filadélfia, em 1948. Por isto, esta informação incorreta foi transmitida pelos veteranos à produção da minissérie e apresentada nos créditos finais do terceiro episódio.
Após assistirem à minissérie, os parentes de Albert Blithe informaram que ele não havia morrido em 1948 na Filadélfia, também informaram que quando ele foi ferido no pescoço, também foi ferido no ombro direito ao ser baleado na clavícula por um atirador de elite, em 25 de junho de 1944, data do seu 21º aniversário. Ele sobreviveu e passou a carregar o projétil consigo, no bolso, como recordação. Blithe se recuperou do ferimento  e foi premiado com uma medalha coração púrpura em 25 de junho de 1944. Devido ao ferimento, em 1º de outubro de 1944, foi mandado para casa e nunca mais retornou ao Teatro Europeu da Segunda Guerra Mundial. Como resultado de seu serviço na Segunda Guerra Mundial e na Guerra da Coréia, Blithe recebeu a Estrela de Prata e a Estrela de Bronze (com dois cachos de folhas de carvalho ). Blithe recebeu alta do Hospital do Exército em 8 de outubro de 1945, o que foi verificado por sua documentação de alta no final da Segunda Guerra Mundial. Ele participou da primeira reunião anual da 101ª Divisão Aerotransportada. Blithe retornou para Filadélfia, Pensilvânia, e iniciou uma carreira na Westinghouse Electric.

### Guerra da Coréia
Mais tarde, Blithe também serviu na Guerra da Coréia com a 187ª Equipe de Combate Regimental Aerotransportado, da 101ª Divisão Aerotransportada  do Exército dos Estados Unidos, onde foi premiado com uma Estrela de Bronze e uma Estrela de Prata por saltar atrás das linhas inimigas cercado por um batalhão chinês. Mais tarde, ele foi designado para o Grupo Consultivo de Assistência Militar em Taiwan. Ele nunca se aposentou do serviço militar. 

## Morte
Após a Guerra da Coréia, Blithe foi posteriormente designado para a 82ª Divisão Aerotransportada, fazendo parte da 82ª a partir do ano de 1958. Ele então foi para o 82º Corpo de Intendente, 82ª Companhia de Manutenção Intendente, e foi nomeado Sargento Mestre. Blithe foi então servido no Grupo Consultivo de Assistência Militar em Taiwan. Em 10 de dezembro de 1967, enquanto estava na ativa na ativa no 8º Batalhão de Abastecimento, 8ª Divisão de Infantaria na Alemanha Ocidental, Blithe sentiu náuseas ao retornar de um fim de semana em Bastogne, na Bélgica, onde havia participado das cerimônias comemorativas da Batalha do Bulge. Em 11 de dezembro de 1967, Blithe foi levado ao pronto-socorro do Hospital da Força Aérea de Wiesbaden, na Alemanha, onde foi internado com diagnóstico de úlcera perfurada. Ele morreu seis dias depois, na unidade de terapia intensiva em 17 de dezembro de 1967, após a cirurgia e foi enterrado com todas as honras militares no Cemitério Nacional de Arlington.